# Uri Sebag
Uri Sebag (hebrejsky אורי סבג, narozen 11. listopadu 1931) je izraelský politik a bývalý poslanec Knesetu za stranu Ma'arach.

## Biografie
Narodil se ve městě Sáfí v Maroku. V roce 1951 přesídlil do Izraele. V Casablance studoval metalurgii, má osvědčení pro výkon profese inženýra. Absolvoval vysokou školu veřejné správy.

## Politická dráha
Už během dětství v Maroku byl v roce 1947 aktivní v hnutí Dror v Marrákeši. Toto hnutí bylo napojeno na kibucovou organizaci ha-Kibuc ha-Me'uchad. V letech 1948–1950 patřil v Marrákeši do židovské podzemní obranné organizace Magen. V roce 1951 vstoupil do strany Mapaj. V letech 1950–1957 pobýval ve Francii jako instruktor, po návratu působil v letech 1957–1963 jako instruktor a odborný učitel v rámci programu ministerstva práce v Beerševě. Od roku 1959 byl členem ústředního výboru strany Mapaj. V letech 1963–1968 byl inspektorem odborného vzdělávání pro ministerstvo školství. V letech 1968–1981 působil jako tajemník zaměstnanecké rady v Beerševě, roku 1971 se stal členem vrcholného vedení strany Mapaj, v letech 1974–1982 rovněž byl členem organizačního výboru odborové centrály Histadrut.
V izraelském parlamentu zasedl poprvé po volbách v roce 1981, do nichž šel za stranu Ma'arach. Stal se členem výboru pro ekonomické záležitosti a výboru práce a sociálních věcí. Opětovně byl za Ma'arach zvolen ve volbách v roce 1984. Mandát ale získal až dodatečně, v říjnu 1988, jako náhradník po rezignaci poslance Adi'ela Amora'ie. Během několika týdnů zbývajících do vypršení funkčního období Knesetu už se do jeho činnosti nestihl výazněji zapojit. Ve volbách v roce 1988 nebyl zvolen.